# Hockey su ghiaccio ai XXII Giochi olimpici invernali - Qualificazioni al torneo femminile
Al torneo femminile di hockey su ghiaccio sono qualificate di diritto la Russia, come paese organizzatore, e le prime cinque squadre del ranking IIHF: Canada, Finlandia, Stati Uniti, Svezia e Svizzera.
Le altre due, Germania e Giappone, sono uscite dai due tornei di qualificazione, a loro volta preceduti da quattro tornei di prequalificazione.
Le qualificazioni si sono svolte dal 27 settembre 2012 al 10 febbraio 2013.

## Qualificazioni

### Turno preliminare
Le vincitrici dei due gironi si sono qualificate per le prequalificazioni olimpiche.

#### Girone G
Il torneo si è svolto a Barcellona, in Spagna, dal 12 al 14 ottobre 2012.
| Pos. | Squadra   | Pt | G | V | VOT | POT | P | GF | GS | DR  |
| ---- | --------- | -- | - | - | --- | --- | - | -- | -- | --- |
| 1.   | Danimarca | 9  | 3 | 3 | 0   | 0   | 0 | 30 | 4  | +26 |
| 2.   | Ungheria  | 6  | 3 | 2 | 0   | 0   | 1 | 18 | 6  | +12 |
| 3.   | Spagna    | 3  | 3 | 1 | 0   | 0   | 2 | 3  | 14 | -11 |
| 4.   | Croazia   | 0  | 3 | 0 | 0   | 0   | 3 | 3  | 30 | -27 |

| Data       | Ora         | Partita   | Partita | Partita   |
| ---------- | ----------- | --------- | ------- | --------- |
| 12-10-2012 | 16:00 UTC+2 | Ungheria  | 3 - 4   | Danimarca |
| 12-10-2012 | 20:00 UTC+2 | Croazia   | 1 - 2   | Spagna    |
| 13-10-2012 | 16:00 UTC+2 | Croazia   | 1 - 8   | Ungheria  |
| 13-10-2012 | 20:00 UTC+2 | Danimarca | 6 - 0   | Spagna    |
| 14-10-2012 | 16:00 UTC+2 | Danimarca | 20 - 1  | Croazia   |
| 14-10-2012 | 20:00 UTC+2 | Spagna    | 1 - 7   | Ungheria  |

#### Girone H
Il torneo si è svolto a Jastrzębie-Zdrój, in Polonia, dal 27 al 30 settembre 2012.
| Pos. | Squadra       | Pt | G | V | VOT | POT | P | GF | GS | DR |
| ---- | ------------- | -- | - | - | --- | --- | - | -- | -- | -- |
| 1.   | Paesi Bassi   | 8  | 3 | 2 | 1   | 0   | 0 | 14 | 6  | +8 |
| 2.   | Polonia       | 6  | 3 | 1 | 1   | 1   | 0 | 11 | 10 | +1 |
| 3.   | Slovenia      | 4  | 3 | 1 | 0   | 1   | 1 | 5  | 8  | -3 |
| 4.   | Corea del Sud | 0  | 3 | 0 | 0   | 0   | 3 | 4  | 10 | -6 |

| Data      | Ora         | Partita       | Partita   | Partita       |
| --------- | ----------- | ------------- | --------- | ------------- |
| 27-9-2012 | 16:00 UTC+2 | Paesi Bassi   | 5 - 2     | Corea del Sud |
| 27-9-2012 | 19:30 UTC+2 | Polonia       | 4 - 3 dso | Slovenia      |
| 28-9-2012 | 16:00 UTC+2 | Slovenia      | 2 - 0     | Corea del Sud |
| 28-9-2012 | 19:30 UTC+2 | Paesi Bassi   | 5 - 4 dot | Polonia       |
| 30-9-2012 | 16:00 UTC+2 | Slovenia      | 0 - 4     | Paesi Bassi   |
| 30-9-2012 | 19:30 UTC+2 | Corea del Sud | 2 - 3     | Polonia       |

### Prequalificazioni
Le vincitrici dei due gironi sono ammesse alle qualificazioni olimpiche.

#### Girone E
Il torneo si è giocato a Shanghai, in Cina, dall'8 all'11 novembre 2012.
| Pos. | Squadra     | Pt | G | V | VOT | POT | P | GF | GS | DR  |
| ---- | ----------- | -- | - | - | --- | --- | - | -- | -- | --- |
| 1.   | Cina        | 8  | 3 | 2 | 1   | 0   | 0 | 14 | 5  | +9  |
| 2.   | Francia     | 5  | 3 | 1 | 0   | 2   | 0 | 13 | 8  | +5  |
| 3.   | Regno Unito | 3  | 3 | 1 | 0   | 0   | 2 | 2  | 13 | -11 |
| 4.   | Paesi Bassi | 2  | 3 | 0 | 1   | 0   | 2 | 7  | 10 | -3  |

| Data       | Ora         | Partita     | Partita   | Partita     |
| ---------- | ----------- | ----------- | --------- | ----------- |
| 8-11-2012  | 15:00 UTC+8 | Francia     | 7 - 0     | Regno Unito |
| 8-11-2012  | 19:00 UTC+8 | Cina        | 5 - 2     | Paesi Bassi |
| 9-11-2012  | 15:00 UTC+8 | Francia     | 3 - 4 dso | Paesi Bassi |
| 9-11-2012  | 19:00 UTC+8 | Regno Unito | 0 - 5     | Cina        |
| 11-11-2012 | 15:00 UTC+8 | Paesi Bassi | 1 - 2     | Regno Unito |
| 11-11-2012 | 19:00 UTC+8 | Cina        | 4 - 3 dso | Francia     |

#### Girone F
Il torneo si è giocato a Valmiera, in Lettonia, dall'8 all'11 novembre 2012.
| Pos. | Squadra   | Pt | G | V | VOT | POT | P | GF | GS | DR |
| ---- | --------- | -- | - | - | --- | --- | - | -- | -- | -- |
| 1.   | Danimarca | 9  | 3 | 3 | 0   | 0   | 0 | 8  | 2  | +6 |
| 2.   | Austria   | 6  | 3 | 2 | 0   | 0   | 1 | 10 | 3  | +7 |
| 3.   | Italia    | 3  | 3 | 1 | 0   | 0   | 2 | 4  | 10 | -6 |
| 4.   | Lettonia  | 0  | 3 | 0 | 0   | 0   | 3 | 3  | 10 | -7 |

| Data       | Ora         | Partita   | Partita | Partita   |
| ---------- | ----------- | --------- | ------- | --------- |
| 8-11-2012  | 15:30 UTC+2 | Austria   | 7 - 0   | Italia    |
| 8-11-2012  | 19:30 UTC+2 | Lettonia  | 1 - 4   | Danimarca |
| 9-11-2012  | 15:30 UTC+2 | Austria   | 0 - 1   | Danimarca |
| 9-11-2012  | 19:30 UTC+2 | Italia    | 3 - 0   | Lettonia  |
| 11-11-2012 | 15:30 UTC+2 | Danimarca | 3 - 1   | Italia    |
| 11-11-2012 | 19:30 UTC+2 | Lettonia  | 2 - 3   | Austria   |

### Qualificazioni olimpiche
Le due vincitrici dei gironi si qualificheranno ai Giochi olimpici di Soči 2014.

#### Girone C
Il torneo si è giocato a Poprad, in Slovacchia, dal 7 al 10 febbraio 2013.
| Pos. | Squadra    | Pt | G | V | VOT | POT | P | GF | GS | DR |
| ---- | ---------- | -- | - | - | --- | --- | - | -- | -- | -- |
| 1.   | Giappone   | 7  | 3 | 2 | 0   | 1   | 0 | 9  | 4  | +5 |
| 2.   | Danimarca  | 5  | 3 | 1 | 1   | 0   | 1 | 4  | 7  | -3 |
| 3.   | Norvegia   | 4  | 3 | 1 | 0   | 1   | 1 | 9  | 9  | 0  |
| 4.   | Slovacchia | 2  | 3 | 0 | 1   | 0   | 2 | 5  | 7  | -2 |

| Data      | Ora         | Partita    | Partita   | Partita    |
| --------- | ----------- | ---------- | --------- | ---------- |
| 7-2-2013  | 14:00 UTC+1 | Norvegia   | 3 - 4     | Giappone   |
| 7-2-2013  | 18:00 UTC+1 | Slovacchia | 1 - 2     | Danimarca  |
| 8-2-2013  | 14:00 UTC+1 | Norvegia   | 1 - 2 dot | Danimarca  |
| 8-2-2013  | 18:00 UTC+1 | Giappone   | 0 - 1 dot | Slovacchia |
| 10-2-2013 | 14:00 UTC+1 | Danimarca  | 0 - 5     | Giappone   |
| 10-2-2013 | 18:00 UTC+1 | Slovacchia | 3 - 5     | Norvegia   |

#### Girone D
Il torneo si è giocato a Weiden, in Germania, dal 7 al 10 febbraio 2013.
| Pos. | Squadra    | Pt | G | V | VOT | POT | P | GF | GS | DR  |
| ---- | ---------- | -- | - | - | --- | --- | - | -- | -- | --- |
| 1.   | Germania   | 9  | 3 | 3 | 0   | 0   | 0 | 11 | 2  | +9  |
| 2.   | Rep. Ceca  | 5  | 3 | 1 | 1   | 0   | 1 | 9  | 6  | +3  |
| 3.   | Cina       | 4  | 3 | 1 | 0   | 1   | 1 | 5  | 7  | -2  |
| 4.   | Kazakistan | 0  | 3 | 0 | 0   | 0   | 3 | 2  | 12 | -10 |

| Data      | Ora         | Partita    | Partita   | Partita    |
| --------- | ----------- | ---------- | --------- | ---------- |
| 7-2-2013  | 16:00 UTC+1 | Kazakistan | 1 - 5     | Rep. Ceca  |
| 7-2-2013  | 19:30 UTC+1 | Germania   | 3 - 1     | Cina       |
| 8-2-2013  | 16:00 UTC+1 | Kazakistan | 1 - 2     | Cina       |
| 8-2-2013  | 19:30 UTC+1 | Rep. Ceca  | 1 - 3     | Germania   |
| 10-2-2013 | 16:00 UTC+1 | Cina       | 2 - 3 dot | Rep. Ceca  |
| 10-2-2013 | 19:30 UTC+1 | Germania   | 5 - 0     | Kazakistan |

## Squadre qualificate
- Come paese organizzatore:  Russia
- In base al ranking IIHF:   Canada,  Finlandia,  Stati Uniti,  Svezia,  Svizzera
- Grazie al torneo di qualificazione:  Germania,  Giappone